# 天社一
天社一（γ1 Vel/船帆座γ）是船帆座中最明亮的一顆星，視星等為+1.7，也是夜空中最明亮的恆星之一。它的英文名Suhail也常混指船帆座Lambda，同时也有一个更加常用的现代名Regor，源于阿波罗1号宇航员维吉尔·格里森对它的同事——宇航员罗杰·查菲（Roger Chaffee）名字的倒拼玩笑。它因其璀璨的光谱（有大量明亮的发射谱线，而不像普通恒星那样有许多吸收谱线）而获得“南天光谱之钻”称号。
天社一至少是由6顆恆星所組成的。最明亮的成員是船帆座γ星A，是一对由光譜為O9型的藍超巨星（質量為30M☉）與一顆大质量的沃爾夫-拉葉星（10M☉，原始恒星约为40M☉）所組成的分光双星。它们相距约1天文单位（AU），互绕周期约78.5天。另一個成員船帆座γ星B則是一顆藍白色的B型巨星，视星等 +4.2，离分光双星有41.2",因此用普通的双筒望远镜就能分开。
天社一还有数颗暗伴星。天社一C离A星62.3"，是颗视星等+8.5的A型星。离A星93.5"处还有第2对双星——天社一D和E，其中D星视星等+9.4，也是颗A型星；E星离D星1.8",视星等仅为13等。